# Festivali i Këngës 2018
La cinquantasettesima edizione del Festivali i Këngës si è svolta presso il palazzo dei Congressi di Tirana dal 20 al 22 dicembre 2018, e ha selezionato il rappresentante dell'Albania all'Eurovision Song Contest 2019.
La vincitrice è stata Jonida Maliqi con Ktheju tokës.

## Organizzazione
La 57ª edizione del Festivali i Këngës è stata organizzata dall'emittente radiotelevisiva albanese Radio Televizioni Shqiptar (RTSH) presso il palazzo dei Congressi di Tirana, già sede delle precedenti edizioni. Dopo aver annunciato i preparativi per l'organizzazione del festival, RTSH ha annunciato il 16 maggio 2018 il regolamento per sottoporre le candidature.
L'emittente ha successivamente confermato la partecipazione dell'Albania all'Eurovision Song Contest 2019, ospitato dalla città israeliana di Tel Aviv, il 17 settembre 2018.
Il 31 ottobre è stato annunciato che il soprano Inva Mula avrebbe svolto il ruolo di direttore artistico, mentre i presentatori delle tre serate, Ana Golja e Viktor Zhusti, sono stati rivelati durante una conferenza stampa l'11 dicembre. La scenografia è stata curata da Pandi Laço, Martin Leka ha mantenuto il suo ruolo di direttore generale e Bledar Laço è stato il regista dell'evento.
Il festival è stato trasmesso dal vivo su RTSH 1 e Radio Tirana, oltre che in Eurovisione e sul sito web e dall'emittente kosovara RTK.

### Format
L'evento è stato suddiviso in tre serate: due semifinali, nelle quali si sono esibite i 22 partecipanti, e una finale. Gli 8 cantanti con la media più bassa fra le prime due serate non si sono qualificati per la finale, anche se i punteggi non sono stati rivelati (fatta eccezione per la finale).
Gli artisti sono stati accompagnati dall'Orchestra sinfonica di RTSH. Si sono esibiti come ospiti speciali: Ermal Meta (1ª semifinale), Eugent Bushpepa (finale) ed Erza Muqoli (finale).
I punteggi sono stati assegnati unicamente da una giuria di esperti composta da:
- Haig Zacharian, compositore, musicista e docente;
- Arta Marku, giornalista;
- Rona Nishliu, cantante (rappresentante dell'Albania all'Eurovision 2012);
- Agim Krajka, paroliere;
- Pali Kuke, regista;
- Olsa Toqi, cantante, paroliere e compositrice (compositrice di Përrallë);
- Rovena Dilo, cantante (vincitrice dell'edizione del 2000)
- Dorian Çene, professore di musica presso l'Università di Tirana;
- Shpëtim Kushta, compositore.

## Partecipanti
I 22 partecipanti sono stati annunciati il 17 ottobre 2018.
| Artista                       | Brano                  | Musica (m) e testo (t)                    |
| ----------------------------- | ---------------------- | ----------------------------------------- |
| Alar Band                     | Dashuria nuk mjafton   | Elgit Doda (m) e Klea Huta (t)            |
| Artemisa Mithi & Febi Shkurti | Dua ta besoj           | Febi Shkurti (m & t)                      |
| Aurel Thëllimi                | Të dua ty              | Ardita Bufaj (m) e Aurel Thëllimi (m & t) |
| Bojken Lako                   | Jeto jetën             | Bojken Lako (m) e Xhevdet Bajraj (t)      |
| Bruno Pollogati               | Nuk ka stop            | Bruno Pollogati (m) e Endrit Mumajesi (t) |
| Dilan Reka                    | Karma                  | Gridi Kraja (m) e Florian Zykaj (t)       |
| Eliza Hoxha                   | Peng                   | Eliza Hoxha (m & t)                       |
| Elona Islamaj                 | Në këtë botë kalimtarë | Elona Islamaj (m & t)                     |
| Elton Deda                    | Qetësisht              | Elton Deda (m & t)                        |
| Eranda Libohova               | 100 pyetje             | Genti Myftaraj (m) e Pandi Laço (t)       |
| Gjergj Leka                   | Një ditë tjetër        | Gjergj Leka (m & t)                       |
| Jonida Maliqi                 | Ktheju tokës           | Eriona Rushiti (m & t)                    |
| Kelly                         | A më ndjen             | Kelly (m & t)                             |
| Klinti Çollaku                | Me jetë                | Endrit Shani (m) e Pandi Laço (t)         |
| Klodiana Vata                 | Mbrëmje e pafund       | Edmond Zhulali (m) e Jorgo Papingji (t)   |
| Kujtim Prodani                | Babela                 | Kujtim Prodani (m & t)                    |
| Lidia Lufi                    | Rrëfehem               | Enis Mullaj (m) e Lidia Lufi (t)          |
| Lorela Sejdini                | Vetmi                  | Lorela Sejdini (m & t)                    |
| Marko Strazimiri & Imbro      | Leyla                  | Adrian Hila (m & t)                       |
| Mirud                         | Nënë                   | Elhaida Dani (m) e Durim Morina (t)       |
| Orgesa Zaimi                  | Hije                   | Gentian Lako (m & t)                      |
| Soni Malaj                    | Më e fortë             | Irkenc Hyka (m) e Lindon Berisha (t)      |
| Vikena Kamenica               | Natën e mirë           | Vikena Kamenica (m & t)                   |

* Il 3 dicembre 2018 è stato annunciato che Vikena Kamenica non avrebbe preso parte al FiK, venendo sostituita da Artemisa Mithi e Febi Shkurti.

### Artisti ritornanti
| Interprete      | Ultima partecipazione |
| --------------- | --------------------- |
| Artemisa Mithi  | 2017                  |
| Aurel Thëllimi  | 2005                  |
| Bojken Lako     | 2017                  |
| Bruno Pollogati | 2015                  |
| Dilan Reka      | 2016                  |
| Eliza Hoxha     | 2006                  |
| Elton Deda      | 2017                  |
| Febi Shkurti    | 2015                  |
| Gjergj Leka     | 2014                  |
| Jonida Maliqi   | 2007                  |
| Kelly           | 2014                  |
| Kujtim Prodani  | 2011                  |
| Lorela Sejdini  | 2017                  |
| Orgesa Zaimi    | 2017                  |
| Soni Malaj      | 2008                  |

## Semifinali
| #  | Artista                       | Brano                  |
| -- | ----------------------------- | ---------------------- |
| 1  | Bojken Lako                   | Jeto jetën             |
| 2  | Alar Band                     | Dashuria nuk mjafton   |
| 3  | Lidia Lufi                    | Rrëfehem               |
| 4  | Kujtim Prodani                | Babela                 |
| 5  | Gjergj Leka                   | Një ditë tjetër        |
| 6  | Dilan Reka                    | Karma                  |
| 7  | Mirud                         | Nënë                   |
| 8  | Soni Malaj                    | Më e fortë             |
| 9  | Jonida Maliqi                 | Ktheju tokës           |
| 10 | Elton Deda                    | Qetësisht              |
| 11 | Elona Islamaj                 | Në këtë botë kalimtarë |
| 12 | Klodiana Vata                 | Mbrëmje e pafund       |
| 13 | Klinti Çollaku                | Me jetë                |
| 14 | Artemisa Mithi & Febi Shkurti | Dua ta besoj           |
| 15 | Kelly                         | A më ndjen             |
| 16 | Bruno Pollogati               | Nuk ka stop            |
| 17 | Marko Strazimiri & Imbro      | Leyla                  |
| 18 | Lorela Sejdini                | Vetmi                  |
| 19 | Eliza Hoxha                   | Peng                   |
| 20 | Eranda Libohova               | 100 pyetje             |
| 21 | Aurel Thëllimi                | Të dua ty              |
| 22 | Orgesa Zaimi                  | Hije                   |

| #  | Artista                                            | Brano                  |
| -- | -------------------------------------------------- | ---------------------- |
| 1  | Jonida Maliqi                                      | Ktheju tokës           |
| 2  | Artemisa Mithi & Febi Shkurti (con Manuel Moscati) | Dua ta besoj           |
| 3  | Mirud                                              | Nënë                   |
| 4  | Klodiana Vata                                      | Mbrëmje e pafund       |
| 5  | Lidia Lufi                                         | Rrëfehem               |
| 6  | Marko Strazimiri & Imbro                           | Leyla                  |
| 7  | Orgesa Zaimi                                       | Hije                   |
| 8  | Elona Islamaj                                      | Në këtë botë kalimtarë |
| 9  | Bojken Lako (con Anxhela Llaha)                    | Jeto jetën             |
| 10 | Elton Deda                                         | Qetësisht              |
| 11 | Eliza Hoxha                                        | Peng                   |
| 12 | Gjergj Leka                                        | Një ditë tjetër        |
| 13 | Kujtim Prodani                                     | Babela                 |
| 14 | Aurel Thëllimi                                     | Të dua ty              |
| 15 | Soni Malaj                                         | Më e fortë             |
| 16 | Lorela Sejdini                                     | Vetmi                  |
| 17 | Klinti Çollaku                                     | Me jetë                |
| 18 | Alar Band                                          | Dashuria nuk mjafton   |
| 19 | Kelly                                              | A më ndjen             |
| 20 | Dilan Reka                                         | Karma                  |
| 21 | Eranda Libohova (con Rosela Gjylbegu)              | 100 pyetje             |
| 22 | Bruno Pollogati                                    | Nuk ka stop            |

## Finale
La finale si è tenuta il 22 dicembre 2018 alle ore 20:45 (UTC+1).
| #  | Artista                       | Brano                | Punteggio | Posizione |
| -- | ----------------------------- | -------------------- | --------- | --------- |
| 1  | Marko Strazimiri & Imbro      | Leyla                | 142       | 8°        |
| 2  | Gjergj Leka                   | Një ditë tjetër      | 131       | 10°       |
| 3  | Elton Deda                    | Qetësisht            | 156       | 7°        |
| 4  | Eranda Libohova               | 100 pyetje           | 181       | 3°        |
| 5  | Jonida Maliqi                 | Ktheju tokës         | 228       | 1°        |
| 6  | Eliza Hoxha                   | Peng                 | 127       | 11°       |
| 7  | Orgesa Zaimi                  | Hije                 | 121       | 13°       |
| 8  | Bojken Lako                   | Jeto jetën           | 138       | 9°        |
| 9  | Soni Malaj                    | Më e fortë           | 166       | 5°        |
| 10 | Artemisa Mithi & Febi Shkurti | Dua ta besoj         | 113       | 14°       |
| 11 | Dilan Reka                    | Karma                | 169       | 4°        |
| 12 | Alar Band                     | Dashuria nuk mjafton | 124       | 12°       |
| 13 | Lidia Rufi                    | Rrëfehem             | 219       | 2°        |
| 14 | Klinti Çollaku                | Me jetë              | 163       | 6°        |

## All'Eurovision Song Contest
Per promuovere la propria canzone, Jonida Maliqi, ha preso parte all'Eurovision in Concert (6 aprile), al London Eurovision Party (14 aprile) e all'Eurovision Spain Pre-Party (20 aprile).
L'Albania si è esibita 14ª nella seconda semifinale del 16 maggio 2019, classificandosi 9ª con 96 punti e qualificandosi per la finale, dove esibendosi 2ª la nazione si è classificata 17ª con 90 punti.
In entrambe le performance la cantante ha indossato lo stesso abito lungo nero e oro, richiamante i colori predominanti del palco, rosso e nero. Durante la performance sul display retrostante sono stati proiettati alcuni tratti del video ufficiale di Ktheju tokës, mentre alla fine di entrambe le esibizioni è stata proiettata un'aquila reale, simbolo nazionale albanese.
È stata accompagnata da tre coristi: Artemisa Mithi, Tiri Gjoci e Uendi Mancaku.

### Giuria e commentatori
La giuria albanese è composta da:
- Gent Rushi, cantante jazz, insegnante e presidente di giuria;
- Eranda Libohova, cantante;
- Dilan Reka, cantante;
- Julka Gramo, cantante, moderatrice e showgirl;
- Vikena Kamenica, cantante;

L'evento è stato trasmesso su RTSH 1, RTSH Muzikë e Radio Tirana, con il commento di Andri Xhahu. I voti della giuria nella finale sono stati annunciati sempre da Andri Xhahu.

### Voto
Nell'Eurovision Song Contest ogni nazione, tramite una giuria di esperti e il televoto, è chiamata ad esprimere un giudizio sulle canzoni partecipanti, assegnando un punteggio che va da 1 a 12 (escludendo 11 e 9) alle prime 10 classificate. Le classifiche di giuria e televoto sono separate.
Entrambi possono votare soltanto nella semifinale in cui gareggia la canzone selezionata e nella finale (a prescindere dalla qualifica), ma né la giuria né il televoto possono votare la propria nazione.

#### Punti assegnati all'Albania
| Giurie (12° con 38 punti)                | Giurie (12° con 38 punti) | Giurie (12° con 38 punti) | Giurie (12° con 38 punti)      | Giurie (12° con 38 punti) |
| 12                                       | 10                        | 8                         | 7                              | 6                         |
| ---------------------------------------- | ------------------------- | ------------------------- | ------------------------------ | ------------------------- |
| - Macedonia del Nord                     |                           |                           | - Azerbaigian - Russia         |                           |
| 5                                        | 4                         | 3                         | 2                              | 1                         |
| - Croazia                                |                           | - Italia                  | - Moldavia - Romania           |                           |
| Televoto (9° con 58 punti)               |                           |                           |                                |                           |
| 12                                       | 10                        | 8                         | 7                              | 6                         |
| - Italia - Macedonia del Nord - Svizzera |                           |                           |                                | - Croazia                 |
| 5                                        | 4                         | 3                         | 2                              | 1                         |
|                                          | - Azerbaigian             | - Austria - Romania       | - Germania - Norvegia - Svezia |                           |

| Giurie (17° con 43 punti)     | Giurie (17° con 43 punti) | Giurie (17° con 43 punti)         | Giurie (17° con 43 punti)  | Giurie (17° con 43 punti) |
| 12                            | 10                        | 8                                 | 7                          | 6                         |
| ----------------------------- | ------------------------- | --------------------------------- | -------------------------- | ------------------------- |
|                               |                           | - Montenegro - Macedonia del Nord | - Azerbaigian - San Marino |                           |
| 5                             | 4                         | 3                                 | 2                          | 1                         |
|                               |                           | - Grecia - Russia                 | - Cipro - Malta - Romania  | - Italia                  |
| Televoto (17° con 47 punti)   |                           |                                   |                            |                           |
| 12                            | 10                        | 8                                 | 7                          | 6                         |
| - Italia - Macedonia del Nord | - Svizzera                |                                   | - Montenegro               |                           |
| 5                             | 4                         | 3                                 | 2                          | 1                         |
| - Grecia                      |                           |                                   |                            | - Croazia                 |

#### Punti assegnati dall'Albania
| Punti | Giuria             | Televoto           |
| ----- | ------------------ | ------------------ |
| 12    | Macedonia del Nord | Norvegia           |
| 10    | Azerbaigian        | Paesi Bassi        |
| 8     | Russia             | Macedonia del Nord |
| 7     | Svezia             | Azerbaigian        |
| 6     | Malta              | Svizzera           |
| 5     | Svizzera           | Lituania           |
| 4     | Paesi Bassi        | Svezia             |
| 3     | Moldavia           | Croazia            |
| 2     | Croazia            | Russia             |
| 1     | Austria            | Danimarca          |

| Punti | Giuria             | Televoto           |
| ----- | ------------------ | ------------------ |
| 12    | Macedonia del Nord | Russia             |
| 10    | Svizzera           | San Marino         |
| 8     | Azerbaigian        | Italia             |
| 7     | Cipro              | Paesi Bassi        |
| 6     | Svezia             | Macedonia del Nord |
| 5     | Italia             | Norvegia           |
| 4     | Grecia             | Svizzera           |
| 3     | Francia            | Azerbaigian        |
| 2     | Australia          | Grecia             |
| 1     | Russia             | Australia          |

#### Voti separati dei giurati
| Stato              | G. Rushi | E. Libohova | D. Reka | J. Gramo | V. Kamenica | Posizione | Punti assegnati |
| ------------------ | -------- | ----------- | ------- | -------- | ----------- | --------- | --------------- |
| Macedonia del Nord | 1°       | 2°          | 2°      | 1°       | 1°          | 1°        | 12              |
| Azerbaigian        | 5°       | 4°          | 1°      | 2°       | 2°          | 2°        | 10              |
| Russia             | 9°       | 1°          | 4°      | 8°       | 3°          | 3°        | 8               |
| Svezia             | 2°       | 8°          | 5°      | 3°       | 6°          | 4°        | 7               |
| Malta              | 8°       | 3°          | 3°      | 6°       | 4°          | 5°        | 6               |
| Svizzera           | 6°       | 6°          | 7°      | 4°       | 7°          | 6°        | 5               |
| Paesi Bassi        | 4°       | 9°          | 8°      | 5°       | 9°          | 7°        | 4               |
| Moldavia           | 12°      | 5°          | 9°      | 9°       | 5°          | 8°        | 3               |
| Croazia            | 7°       | 7°          | 6°      | 11°      | 8°          | 9°        | 2               |
| Austria            | 3°       | 10°         | 10°     | 12°      | 10°         | 10°       | 1               |
| Danimarca          | 15°      | 12°         | 12°     | 7°       | 11°         | 11°       | -               |
| Irlanda            | 11°      | 11°         | 13°     | 13°      | 13°         | 12°       | -               |
| Romania            | 14°      | 13°         | 11°     | 10°      | 17°         | 13°       | -               |
| Armenia            | 10°      | 14°         | 14°     | 17°      | 12°         | 14°       | -               |
| Norvegia           | 13°      | 15°         | 17°     | 16°      | 16°         | 15°       | -               |
| Lituania           | 16°      | 17°         | 16°     | 14°      | 14°         | 16°       | -               |
| Lettonia           | 17°      | 16°         | 15°     | 15°      | 15°         | 17°       | -               |

| Stato              | G. Rushi | E. Libohova | D. Reka | J. Gramo | V. Kamenika | Posizione | Punti assegnati |
| ------------------ | -------- | ----------- | ------- | -------- | ----------- | --------- | --------------- |
| Macedonia del Nord | 2°       | 5°          | 6°      | 4°       | 1°          | 1°        | 12              |
| Svizzera           | 19°      | 2°          | 1°      | 6°       | 3°          | 2°        | 10              |
| Azerbaigian        | 9°       | 4°          | 2°      | 1°       | 8°          | 3°        | 8               |
| Cipro              | 22°      | 3°          | 3°      | 3°       | 10°         | 4°        | 7               |
| Svezia             | 1°       | 14°         | 13°     | 2°       | 12°         | 5°        | 6               |
| Italia             | 5°       | 6°          | 5°      | 5°       | 7°          | 6°        | 5               |
| Grecia             | 14°      | 1°          | 4°      | 21°      | 14°         | 7°        | 4               |
| Francia            | 3°       | 10°         | 10°     | 7°       | 6°          | 8°        | 3               |
| Australia          | 4°       | 11°         | 12°     | 17       | 2°          | 9°        | 2               |
| Russia             | 12°      | 7°          | 7°      | 12°      | 5°          | 10°       | 1               |
| Paesi Bassi        | 15°      | 8°          | 8°      | 10°      | 4°          | 11°       | -               |
| Germania           | 7°       | 17°         | 15°     | 9°       | 9°          | 12°       | -               |
| Israele            | 21°      | 9°          | 9°      | 19°      | 11°         | 13°       | -               |
| Danimarca          | 6°       | 19°         | 19°     | 11°      | 18°         | 14°       | -               |
| Slovenia           | 8°       | 13°         | 20°     | 14°      | 13°         | 15°       | -               |
| Repubblica Ceca    | 10°      | 18°         | 24°     | 8°       | 17°         | 16°       | -               |
| Malta              | 18°      | 12°         | 11°     | 15°      | 16°         | 17°       | -               |
| Regno Unito        | 11°      | 16°         | 14°     | 13°      | 19°         | 18°       | -               |
| Norvegia           | 13°      | 15°         | 21°     | 20°      | 20°         | 19°       | -               |
| Serbia             | 17°      | 24°         | 23°     | 18°      | 15°         | 20°       | -               |
| Bielorussia        | 16°      | 20°         | 16°     | 22°      | 23°         | 21°       | -               |
| Estonia            | 20°      | 21°         | 18°     | 16°      | 22°         | 22°       | -               |
| Islanda            | 23°      | 23°         | 17°     | 25°      | 24°         | 23°       | -               |
| Spagna             | 24°      | 22°         | 22°     | 23°      | 21°         | 24°       | -               |
| San Marino         | 25°      | 25°         | 25°     | 24°      | 25°         | 25°       | -               |